# Alte Nationalgalerie
Az Alte Nationalgalerie (tükörfordításban Régi Nemzeti Galéria) a berlini Múzeum-szigeten található múzeumegyüttes része. Az 1867 és 1876 között épült galériában a klasszicizmus, romantika, biedermeier és impresszionizmus korszak festményei kerülnek bemutatásra.
A galéria feltűnően magas, 12 méteres talapzaton nyugvó, klasszikus görög templomra emlékeztető stílusban vörös homokkőből épült, az oldalakon azonban hiányzik az oszlopcsarnok. Az épület előterében az 1950-es évek óta IV. Frigyes Vilmos lovas szobra áll. A német romantikus festészet nagymesterének, Caspar David Friedrichnek sok jelentős képét állították ki. A gyűjtemény részét képezik ezen kívül Karl Friedrich Schinkel berlini építész képei, Karl Blechen művei, Philipp Otto Runge és Gottlieb Schick portréi. A kiállításhoz tartoznak a francia impresszionista Édouard Manet, Claude Monet, Auguste Renoir, Edgar Degas és Paul Cezanne alkotásai.